# پای گوجه‌فرنگی جنوبی

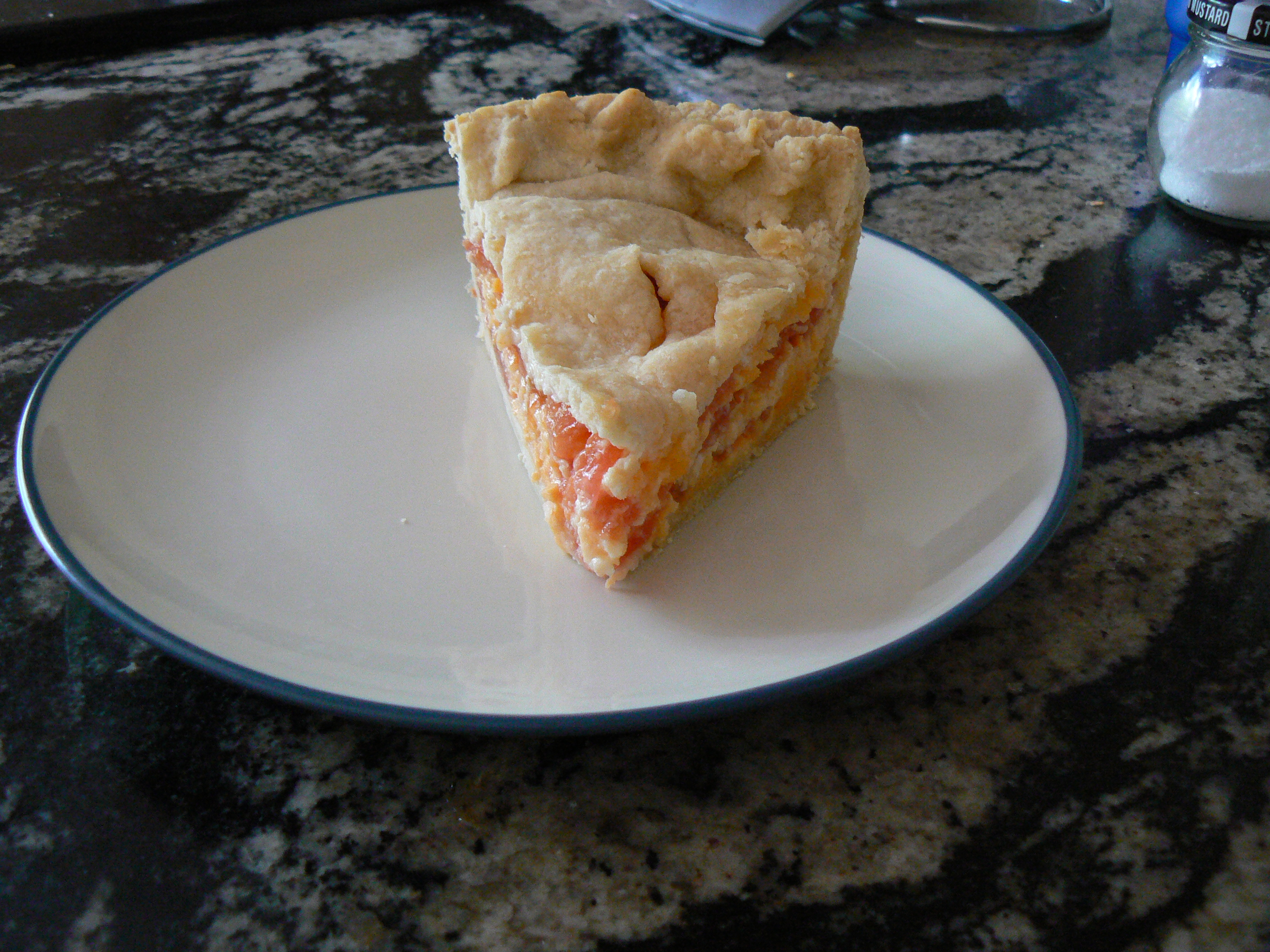
یک تکه پای گوجه‌فرنگی جنوبی

پای گوجه‌فرنگی جنوبی یک غذای گوجه فرنگی از جنوب ایالات متحده است. این شامل یک پوسته پای با پر کردن گوجه‌فرنگی (گاهی با ریحان یا گیاهان دیگر) است که با رویه‌ای از پنیر رنده شده مخلوط با سس مایونز یا سس سفید پوشانده شده است. این یک غذای تابستانی در نظر گرفته می‌شود که در فصل گوجه فرنگی درست می‌شود.
یک نسخه شیرین به نام پای گوجه سبز، از گوجه‌فرنگی‌های سبز کره‌ای و شکری استفاده می‌کند که دستور پخت آن حداقل به سال ۱۸۷۷ برمی‌گردد طعم آن با پای سیب سبز مقایسه شده است. نوع شیرین آن نسبت به پای گوجه‌فرنگی خوش طعم کمتر رایج است.